# Silvio Soldini

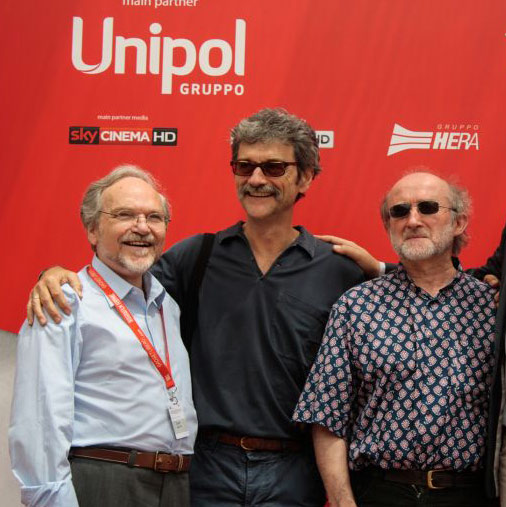
Silvio Soldini al centro con Josef Weiss e Alberto Casiraghi, durante la presentazione del documentario Il fiume ha sempre ragione al Biografilm Festival nel 2016

Silvio Soldini (Milano, 11 agosto 1958) è un regista, sceneggiatore e traduttore italiano, la cui famiglia è originaria del Canton Ticino.

## Biografia
Nasce primogenito dall'ingegner Adolfo Soldini (industriale tessile e nautico di famiglia originaria di Chiasso) e da Carlina Dubini. È fratello maggiore del velista Giovanni Soldini.
A 21 anni Silvio Soldini lascia la Facoltà di Scienze politiche dell'Università degli Studi di Milano, e si trasferisce a New York per studiare cinema alla Tisch School of the Arts della New York University. Da questa esperienza nasce Drimage, il suo primo cortometraggio. Torna a Milano nel 1982 dove inizia a lavorare come traduttore di telefilm americani e come aiuto regista pubblicitario. La voglia di cinema si alimenta grazie all'amicizia con un gruppo di appassionati (come Luca Bigazzi che sarà poi il suo direttore della fotografia) con i quali realizza Paesaggio con figure (1983) e Giulia in ottobre (1985). Insieme a Giorgio Garini e Daniele Maggioni fonda la casa di produzione Monogatari con la quale realizzerà, nel 1990, il suo primo lungometraggio L'aria serena dell'ovest, in concorso a Locarno, uno tra i film più rappresentativi di quella tendenza alla rinascita del cinema italiano alla fine del XX secolo e all'inizio del XXI secolo.
Autore colto e raffinato, non è un semplice erede della commedia all'italiana degli anni cinquanta e sessanta anche se, come molti registi della generazione precedente (De Sica, Monicelli, Comencini, Loy), Soldini ha dimostrato di trovarsi a proprio agio sia con film più impegnativi, come Brucio nel vento, Un'anima divisa in due e Le acrobate, che con commedie sentimentali e rocambolesche, come Pane e tulipani, Agata e la tempesta, Il comandante e la cicogna. D'altronde la sua formazione, per così dire "accademica", lo rende autore sensibile e preparato mentre il suo cinema si è sviluppato secondo una notevole unità tematica e formale: il semplice rigore della regia, la concezione del cinema come lente che legge la vita, la leggerezza del tocco, sono solo alcuni degli elementi che concorrono a definire lo stile mentre inquietudine e tensione a percorrere il cambiamento sono i temi forti che innervano le sue storie e i suoi personaggi.
Difficile quindi individuare un modello di riferimento per un regista che, al contrario, ha saputo portare una sua propria originalità nel farsi di un cinema poco legato alla tradizione italiana e invece molto attento ad un respiro più ampio, quasi universalistico anche quando narra, come spesso gli accade, storie di provincia e di "semplici" sentimenti. Nel 2014 il documentario Per altri occhi - avventure quotidiane di un manipolo di ciechi ha vinto il Nastro d'argento come miglior documentario. L'idea del film è venuta a Soldini quando si è trovato in cura presso un fisioterapista non vedente.
Nel 2017, Il colore nascosto delle cose con protagonisti Valeria Golino e Adriano Giannini è presentato, fuori concorso, alla 74ª Mostra internazionale d'arte cinematografica di Venezia. Nel 2019 ha partecipato al film Interdependence, film a episodi sul tema del cambiamento climatico, a cui collaborano 11 registi di tutto il mondo. Il suo episodio, girato a Milano, è Olmo. Nel 2021 esce 3/19, film con protagonista Kasia Smutniak. Nel 2025 viene distribuito il film Le assaggiatrici, tratto dal romanzo omonimo di Rosella Postorino.

## Filmografia

### Regista

#### Lungometraggi
- Provvisorio quasi d'amore (1988) - episodio Antonio e Cleo
- L'aria serena dell'ovest (1990)
- Un'anima divisa in due (1993)
- Miracoli - Storie per corti (1994) - episodio D'estate
- Le acrobate (1997)
- Pane e tulipani (2000)
- Brucio nel vento (2002)
- Agata e la tempesta (2004)
- Giorni e nuvole (2007)
- Cosa voglio di più (2010)
- Il comandante e la cicogna (2012)
- Il colore nascosto delle cose (2017)
- Interdependence (2019) - episodio Olmo
- 3/19 (2021)
- Le assaggiatrici (2025)

#### Mediometraggi
- Paesaggio con figure (1983)
- Giulia in ottobre (1985)

#### Cortometraggi
- Drimage (1982)
- Femmine, folle e polvere d'archivio (1993)
- Dimenticare Biasca (1997)

#### Documentari
- Voci celate (1986)
- La fabbrica sospesa (1987)
- Musiche bruciano (1991)
- Frammenti di una storia tra cinema e periferia (1995)
- Made in Lombardia (1996)
- Il futuro alle spalle – Voci da un'età inquieta (1998)
- Rom Tour (1999)
- Un piede in terra l'altro in mare (2007)
- Quattro giorni con Vivian (2008)
- Un paese diverso (2008)
- Il sole non ignora alcun villaggio (2010)
- Per altri occhi – Avventure quotidiane di un manipolo di ciechi (2013)
- Un albero indiano (2014)
- Milano 2015 (2015) - episodio Tre Milano
- Il fiume ha sempre ragione (2016)
- Treno di parole. Viaggio nella poesia di Raffaello Baldini (2018)
- Un altro domani (2023)

## Riconoscimenti
- 1994: Miracoli, storie per corti - di Mario Martone, Paolo Rosa e Silvio Soldini.
  - Premio per il miglior cortometraggio italiano dell'anno - Speciale menzione all'International Youth Film Festival di Torino, Italia.
  - Premio FEDIC, menzione speciale al Festival di Venezia, Italia.
- 2000: Pane e tulipani di Silvio Soldini
  - David di Donatello del miglior regista, Italia[6].
  - David di Donatello di Best Sceneggiatura, Italia.
  - Ciak d'oro - Miglior regista
  - Ciak d'oro - Migliore sceneggiatura per Pane e tulipani
  - Premio d'argento per i film stranieri della Guild of Germanic Arts, Germania.
  - Nastri d'argento del miglior direttore dell'unione nazionale italiana dei giornalisti cinematografici, Italia.
  - Nastri d'argento per la migliore sceneggiatura da parte dell'Unione Italiana dei giornalisti del cinema, Italia.
  - Golden Arena della migliore sceneggiatura del concorso europeo al Festival di Pula, Croazia.
  - Premio della giuria per la scoperta del miglior film di sceneggiatura presso l'American Comedy Arts Festival di Aspern Colorado, USA.
- 2014 : "Per Altri Occhi" : Nastri d'argento 2014 per il miglior documentario[7].
- 2019: "Treno di parole. Viaggio nella poesia di Raffaello Baldini" Premio come Miglior documentario italiano dell’anno, concorso "Extra Doc Festival" - Fondazione Cinema per Roma, Cityfest MAXXI, Museo Nazionale delle Arti del XXI Secolo - Alice nella Città